# NASA World Wind

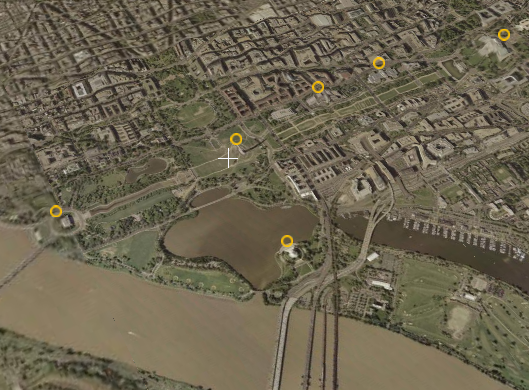
Vrstva USGS Urban Areas Hi-Res Orthoimagery - Washington

Software World Wind je virtuální glóbus z produkce NASA, určený k používání na osobních počítačích (PC) s prostředím Java SDK. Program na třírozměrném modelu Země zobrazuje satelitní fotografie NASA, letecké fotografie USGS a mnohé další grafické produkty. Lze si v něm prohlédnout i Měsíc, většinu planet sluneční soustavy a část hvězdné oblohy.
Uživatel programu se může nad zvolenou planetou plynule pohybovat (posun, otáčení libovolným směrem, odklonění kamery od svislého pohledu, zoomování) a vybírá si z různých vrstev, ať už bitmapových nebo vektorových.
World Wind je open source (podrobnosti licence: NASA Open Source Agreement) a většina dat, která zobrazuje, je pod některou z volnějších licencí, například public domain.

## Platformy
Současná řada World Wind 0.6 pracuje v jakémkoli operačním systému s podporou prostředí Sun Java SDK.
Do roku 2007 byla vyvíjena verze World Wind pro prostředí Microsoft .NET Framework. Verzí World Wind 1.4 byl vývoj ukončen a dosud je podporována jen verze pro Javu.

## Podobné programy
Nejznámějším konkurentem WorldWindu je Google Earth. Jejich vzhled a možnosti jsou podobné. Oba mají pro některé části světa fotografie s vysokým rozlišením a pro jiné ne.